# Marie-Pierre Vedrenne

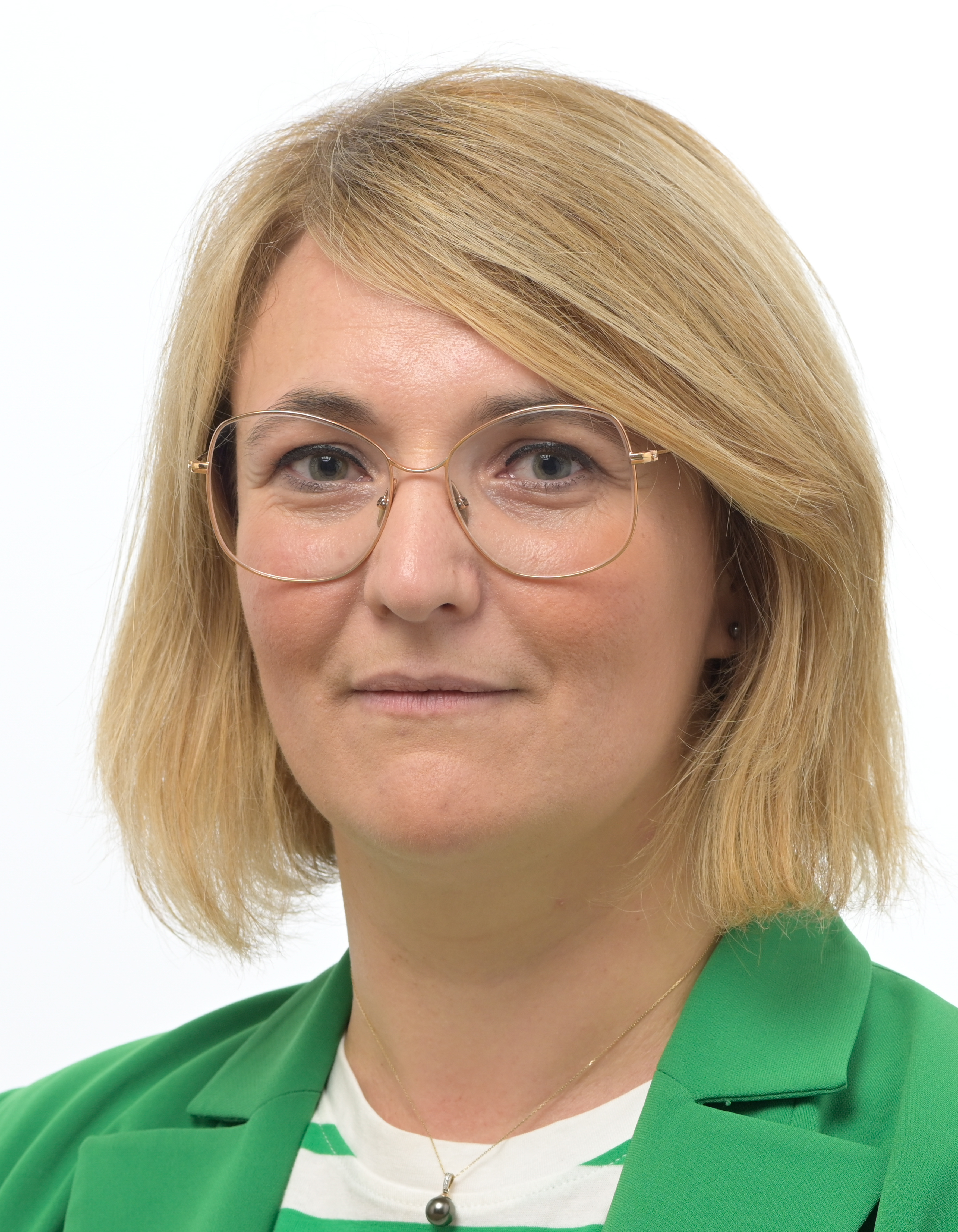
Marie-Pierre Vedrenne (2024)

Marie-Pierre Vedrenne (geboren am 13. Dezember 1982 in Limoges) ist eine französische Juristin und Politikerin (MoDem). Seit der Europawahl 2019 ist sie Mitglied des Europäischen Parlaments als Teil der Fraktion Renew Europe.

## Leben

### Ausbildung und Beruf
Ursprünglich aus Limoges stammend, studierte Marie-Pierre Vedrenne von 2002 bis 2006 Öffentliches Recht in ihrer Heimatstadt an der Universität Limoges. Anschließend zog sie in die Bretagne, wo sie 2006–2007 einen Master in Europäischem und Internationalem Recht an der Fakultät für Rechts- und Politikwissenschaften der Universität Rennes erwarb.
Sie begann ihre Karriere 2009 beim Energieunternehmen Iberdrola Renovables in der Projektentwicklung. Später war sie Projektmanagerin am Maison de l'Europe in Rennes, bevor sie von 2016 bis 2019 dessen Leitung übernahm. Gleichzeitig unterrichtete sie an verschiedenen Business Schools und am Commerce et à l'Institut de gestion de Rennes Kurse.

### Politische Laufbahn
Marie-Pierre Vedrenne kandidierte bei den Regionalwahlen 2010 auf der Liste der Mouvement démocrate (MoDem), obwohl sie nicht Mitglied der Partei war. Sie war Vierte auf der von Grégoire Le Blon angeführten Liste Ille-et-Vilaine, die 5,34 Prozent der Stimmen erhielt, sodass sie kein Mandat gewann. Später trat Vedrenne der Partei MoDem bei.
Verdrenne kandidierte erneut bei den Parlamentswahlen 2017 im 6. Wahlkreis von Ille-et-Vilaine, mit Christophe Hardy im Tandem unter dem Label „MoDem-La République en Marche“. Sie zog ihre Kandidatur zugunsten von Nolwenn Vahé (LREM) zurück, die jedoch auch im zweiten Wahlgang gegen den amtierenden Thierry Benoit unterlegen war.
Für die Europawahl 2019 nominierte MoDem sie für den dritten Listenplatz der gemeinsam mit LREM und anderen eingereichten Listenverbindung Renaissance. Renaissance gewann 22,4 Prozent und damit 23 der 79 französischen Parlamentsmandate, sodass Vedrenne direkt einzog. Mit ihren Parteikolleginnen und -kollegen trat sie der neugegründeten liberalen Fraktion Renew Europe bei. Für ihre Fraktion ist sie Mitglied im Ausschuss für internationalen Handel, dessen Mitglieder Vedrenne zu einer der stellvertretenden Vorsitzenden des Ausschusses wählten. Des Weiteren war sie zunächst Vollmitglied des Petitionsausschusses (Juli 2019 bis März 2020), seit März 2020 ist sie stellvertretendes Mitglied des Ausschusses. Von Juli 2019 bis März 2020 war sie des Weiteren stellvertretendes Mitglied des Ausschusses für Beschäftigung und soziale Angelegenheiten, dessen Vollmitglied sie seit März 2020 ist.

### Privat
Vedrenne ist Mutter eines Kindes.